# Füllungstherapie

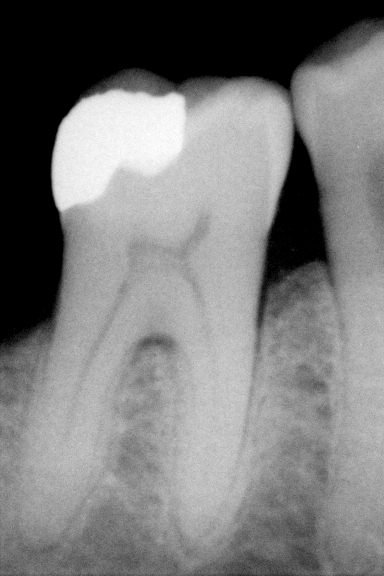
Amalgamfüllung in einem Zahn im Röntgenbild

Die Füllungstherapie ist ein Teil der zahnärztlichen Tätigkeit und hat zum Ziel, kariöse Läsionen oder andersartige Defekte an Einzelzähnen zu beheben. Sie wird auch konservierende oder restaurierende Therapie genannt. Füllungen (auch Zahnfüllungen genannt) können sowohl im Kronenanteil als auch im Wurzelanteil eines Zahnes notwendig sein.

## Füllungsarten

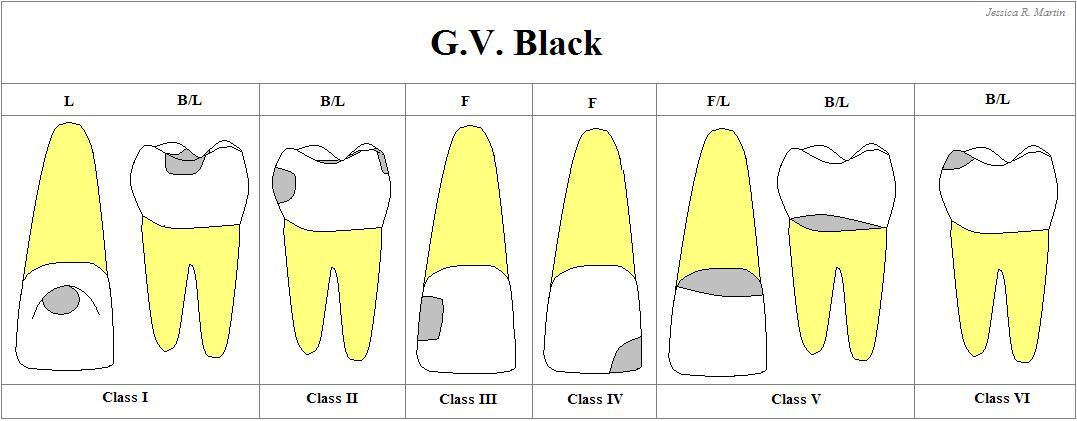
Kavitätenklassen nach Black

Nach Greene Black wurden fünf Arten von Zahnschäden (Kavitätenklassen) unterschieden, die später um eine sechste erweitert wurden:
- I Grübchen und Fissuren in der Kaufläche (Seitenzähne okklusal)
- II Berührungsflächen der Backenzähne (Seitenzähne approximal und ggf. okklusal)
- III Berührungsflächen von Schneide- u. Eckzähnen, Schneidekante nicht beteiligt
- IV wie III, jedoch Schneidekante beteiligt
- V Zahnhalsfläche
- VI Höcker der Backenzähne (selten alleine betroffen)

Außerdem werden die Füllungen nach Anzahl der betroffenen Zahnflächen in ein-, zwei-, drei- und mehrflächige Füllungen unterschieden.
Zahnfüllungen im Wurzelanteil können unterteilt werden in externe Wurzelfüllungen und interne Wurzelkanalfüllungen. Wurzelkanalfüllungen können von koronal (vom Zahnhals her) oder von apikal (von der Zahnspitze) gelegt werden. Apikale Wurzelfüllungen werden auch retrograde Füllungen genannt.

## Regeln der Kavitätenpräparation
Bereits Black hat Kriterien festgelegt, nach denen eine Füllung geformt sein muss:

### Retentionsform

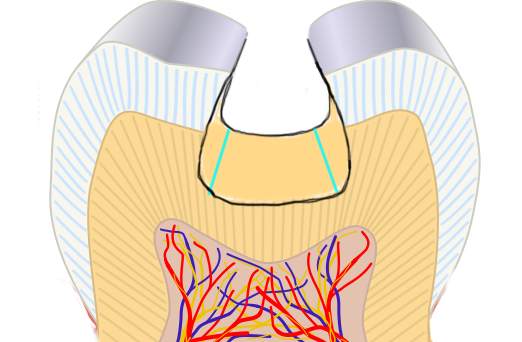
Zahnquerschnitt: Makroretentionsform einer Molarenkavität

Die Füllung muss so geformt sein, dass sie Halt im Zahn findet. Bei Amalgamfüllungen geschieht das dadurch, dass die Kavität wie ein umgekehrter leichter Konus präpariert wird, das heißt die Kavität wird in Richtung Kavitätenboden breiter.
Bei „adhäsiv“ befestigten Füllungen ist eine Retentionsform der Kavität nicht notwendig, da diese Füllungen an der Kontaktfläche haften. Dünnflüssige Dentinhaftvermittler können in die Oberflächenstrukturen eindringen und erzeugen nach chemischer Aushärtung durch Mikroretention einen mikromechanischen Verbund über Tags (engl. für Zapfen) in den Tubuli zwischen Schmelz, Dentin und der Kompositfüllung (Kunststofffüllung). Dadurch kann auf eine makromechanische Retention, wie bei der Amalgamfüllung, verzichtet werden, die einen größeren Zahnsubstanzverlust nach sich zieht.

### Widerstandsform
Die Füllung muss so geformt sein, dass sie dem Kaudruck standhält.
Allerdings bezieht sich die Widerstandsform nicht nur auf die Füllung, sondern auch auf den Zahn selbst. So soll nach der Präparation die Füllung und der Zahn einen ausreichenden „Widerstand“ bzw. Stabilität bei Kaudruck aufweisen.

### Extensionsform
Die Füllung soll so geformt sein, dass sie die Bereiche einschließt, an denen sich bevorzugt Karies bildet (Prädilektionsstellen). Die von Black aufgestellte Regel lautet: „Extension for prevention“ (engl.: Ausdehnung zur Vorbeugung [von Karies]). Diese Forderung wird seit Einführung der mikroinvasiven bzw. adhäsiven Füllungstherapie differenzierter betrachtet.

## Füllungsmaterialien
Grundsätzlich ist zwischen plastischen und starren Füllmaterialien zu unterscheiden.
Plastische Füllmaterialien sind solche, die in verformbarem Zustand in den Zahn eingebracht werden und dort aushärten. Die übrigen Füllungen werden außerhalb des Mundes geformt und dann in den Zahn eingebracht.
Früher wurde diese Unterscheidung zwischen direkten und Einlagefüllungen getroffen, jedoch haben die CAD-CAM-Verfahren zu Therapieformen geführt, die ohne Abformung funktionieren, also eigentlich den direkten Füllungen zugerechnet werden müssten, aber eben keine plastischen Füllungen sind.

### Plastische Füllmaterialien

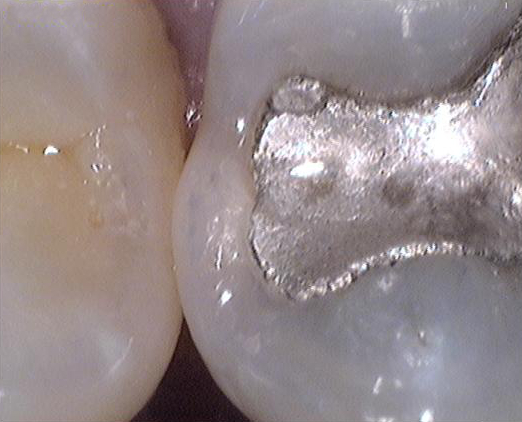
Zahn mit Approximalkaries (Karies am Zahnzwischenraum)

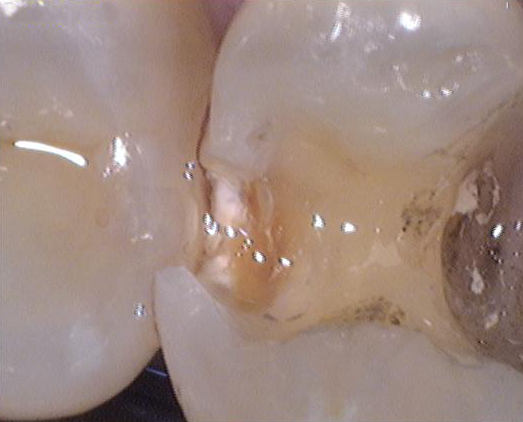
Alte Füllung entfernt, Karies liegt frei

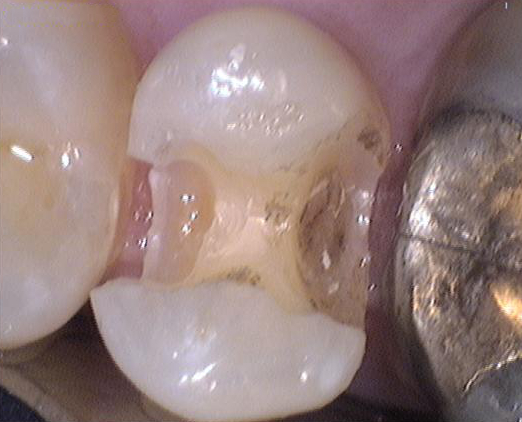
Karies entfernt

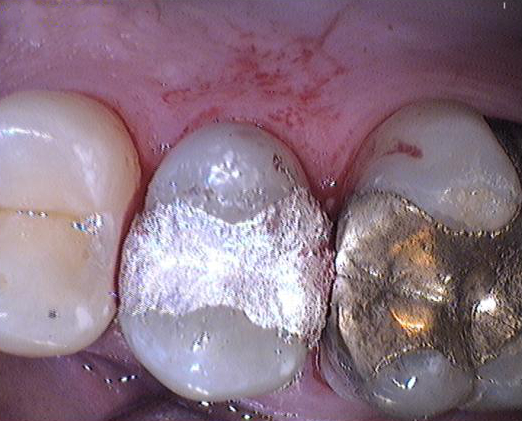
Amalgamfüllung

Die klassische Amalgamfüllung ist indiziert bei Füllungen der Kavitätenklassen I und II.
Weitere plastische Füllmaterialien sind Komposite (in der Praxis als Kunststoff bezeichnet), Compomere, Glasionomerzement und andere Zemente sowie die Goldhämmerfüllung. Von diesen sind nur die Komposite bei adhäsiver Befestigung im kaubelasteten Bereich indiziert. Compomere und Glasionomerzemente können für definitive Füllungen im nicht kaubelasteten Bereich verwendet werden. Alle übrigen Zemente finden heute nur noch als provisorische Füllmaterialien Verwendung.

#### Vorgehen
Ist die Karies entfernt, muss die Dentinwunde verschlossen werden. Bei flachen Kavitäten kann das durch eine Lackierung (beispielsweise mit Copalharz) geschehen, bei tieferen Kavitäten geschieht es durch eine Zementunterfüllung (meist Glasionomerzement oder Zinkphosphatzement). Bei adhäsiv befestigten Füllungen geschieht die Versorgung der Dentinwunde durch Bonding.
Wenn die Karies so tief geht, dass sie in unmittelbare Nähe der Pulpa vordringt, muss vor dem Legen der Unterfüllung durch ein Calciumhydroxid-haltiges Medikament die Dentin-Neubildung angeregt werden. Diese Abdeckung der Pulpa durch das Medikament nennt man Überkappung; wenn die Dentinschicht über der Pulpa noch erhalten ist, spricht man von indirekter Überkappung, ist sie eröffnet, spricht man von direkter Überkappung. Für die direkte Überkappung hat sich nach verschiedenen Studien Mineral Trioxid Aggregat (MTA) als dem Calciumhydroxid überlegen erwiesen.
Zur Formgebung der Füllung werden Matrizen, Keilchen und andere Hilfsmittel verwendet.
Dann wird frisch angemischtes Silberamalgam portionsweise eingebracht und kondensiert („gestopft“). Letzteres kann mit Handinstrumenten oder maschinell erfolgen. Die Kavität wird dabei überfüllt und der Überschuss anschließend in Zahnform wieder ausgeschnitzt.
Frühestens nach vierundzwanzig Stunden ist die Amalgamfüllung vollständig durchgehärtet und sollte poliert werden. Die Politur führt nicht nur zu einer Vergütung der Oberfläche, sondern verkleinert die Oberfläche um mehrere Zehnerpotenzen, was etwaige Schadstoffabgaben im gleichen Maße verringert (Diffusionsgesetze).
Bei Kavitäten der Klassen I und II wird auch bei der Versorgung mit Kompositen oder Compomeren das Material im leichten Überschuss eingebracht, um beim Ausarbeiten die Sauerstoffinhibitionsschicht abtragen zu können. Alternativ kann die Bildung der Sauerstoffinhibitionsschicht durch das Verwenden von Glyceringel vor dem Aushärten verhindert werden. Bei den übrigen Füllungsklassen kann durch Aushärtung gegen die Matrize das Entstehen einer Sauerstoffinhibitionsschicht verhindert werden.

#### Haltbarkeit und weitere Aspekte
Ein Bericht zu einer Literaturrecherche des DIMDI von 2008 kommt zu dem Ergebnis, dass Amalgame gegenüber Kompositfüllungen eine längere Haltbarkeit aufweisen, wobei die Studienergebnisse sehr uneinheitlich sind. Dabei ist seit Anfang der 1990er Jahre die Haltbarkeit von Kompositen deutlich angestiegen.
„Neben der Haltbarkeit von Amalgam sind auch andere Aspekte, wie (individuelle) Sicherheitsbedenken, Umweltschutz, ästhetische Ansprüche oder die langfristige Möglichkeit des Füllungsersatzes bei der Wahl des angemessenen Zahnfüllungsmaterials zu berücksichtigen“, wie auch die Zuzahlung bzw. Kostenübernahme der Krankenversicherung.

### Einlagefüllungen und Teilkronen

#### Inlays
Ein Inlay (auch Einlagefüllung genannt) ist eine nach einer Abformung der Zähne im Zahntechniklabor hergestellte Füllung, die genau in die Kavität passt. Beispiele sind Goldguss-Füllungen (Gold-Inlays) und Keramik-Inlays. Alternativ wird ein optischer Abdruck genommen und in einem Keramikfräsgerät computergesteuert ein Keramikinlay aus einem Rohling gefräst.

#### Onlays
Ein Onlay (auch Kuppelfüllung genannt) ist der Ersatz der defekten, geschwächten Zahnwände durch Übergreifen des Onlays über die Höcker des Zahns, die die Kaukraft tragen.
Die Übergänge vom Inlay über das Onlay über das Overlay bis hin zur Teilkrone sind fließend.

### Klinische Leistungsfähigkeit
Plastische Füllmaterialien, die durch Polymerisieren ausgehärtet werden, schrumpfen durch diesen Schritt. Das kann zu Spannungen und zu sehr kleinen Lücken an den Randbereichen der Füllung führen. Durch die aufwändigeren und teureren Inlays soll dieses Problem umgangen werden. Bei Inlayversorgungen ist zwischen Goldinlays, Keramikinlays und Kompositinlays zu unterscheiden.
Gegenüber Komposit-Füllungen wurden in einer deutschen Studie über acht Jahre keine signifikanten Haltbarkeitsunterschiede zu Keramik-Inlays ermittelt, in einer dänischen Elf-Jahres-Studie eine gleichwertige Versorgung im Vergleich mit Komposit-Inlays.
Eine schwedische Elf-Jahres-Studie bewertete eine niedrigere, aber nicht-signifikante Ausfallrate von Kompositinlays als den größeren Aufwand nicht rechtfertigend.

## Geschichtliches
Die Amalgamfüllung wird bereits seit Jahrhunderten verwendet, wie auch ein chinesisches Amalgamrezept aus dem 7. Jahrhundert n. Chr. zeigt.
Die ersten für Zahnfüllungen verwendeten Kunststoffe haben Acrylat als Ausgangsstoff. Die Grundlagen der Acrylat- und Adhäsionsforschung wurden in der 2. Hälfte des 19. Jahrhunderts gelegt. Einlagefüllungen haben sich daraus in den 1930er Jahren entwickelt. In den 1940er Jahren gab es bedeutende Fortschritte in der intraoralen Verarbeitung.